# 宁波建工
寧波建工股份有限公司，簡稱寧波建工（上交所：601789），現時為浙江廣天日月集團股份有限公司旗下公司，主要業務承包国家房屋建筑工程、市政公用工程、机电安装工程、建筑智能化工程专业、消防设施工程专业、钢结构工程专业、化工石油工程施工、起重设备安装工程专业、地基与基础工程专业、园林绿化专业，以及建筑智能化设计承包等。
其股份是在2004年經過重組後成立，2011年8月16日，於上海證券交易所上市。現任董事長徐文卫，總經理翁海勇。
旗下企業包括：宁波建乐建筑装潢有限公司、浙江广天构件股份有限公司、宁波市明州建筑设计院有限公司、宁波经济技术开发区建兴物资有限公司、宁波建达起重设备安装有限公司等企業。

## 外部連結
- 寧波建工股份有限公司（页面存档备份，存于）